# Vinzenz Fettmilch
Vinzenz Fettmilch, également Fedtmilch, né entre 1565 et 1570 à Büdesheim et mort exécuté le 28 février 1616 à Francfort-sur-le-Main, est un clerc municipal et fabricant de pain d'épices allemand. Il est connu pour être l'un des meneurs du soulèvement de Fettmilch, qui porte son nom, une émeute antisémite qui eut lieu en 1614 à Francfort-sur-le-Main.

## Avant le soulèvement
Vinzenz Fettmilch est né entre 1565 et 1570 à Büdesheim. Son père est sans doute l'Untergräfe et soldat à cheval du château de Friedberg, Reinhard Fettmilch (1562-1602). Vinzenz a un frère, Johann Eitel Fettmilch, qui étudie le droit à l'Université de Marburg en 1598.
Après son mariage avec Catharina Schiele à Francfort-sur-le-Main, il obtient le 11 juin 1593 la citoyenneté de Francfort . En 1595, il postule en vain pour un poste de secrétaire à l'Hôpital du Saint-Esprit. Pour des raisons financières, il devint boulanger de pain d'épices, rejoint la guilde des gros commerçants et acquiert en 1607 le bâtiment Zum Hasen de la Töngesgasse.

## L'émeute

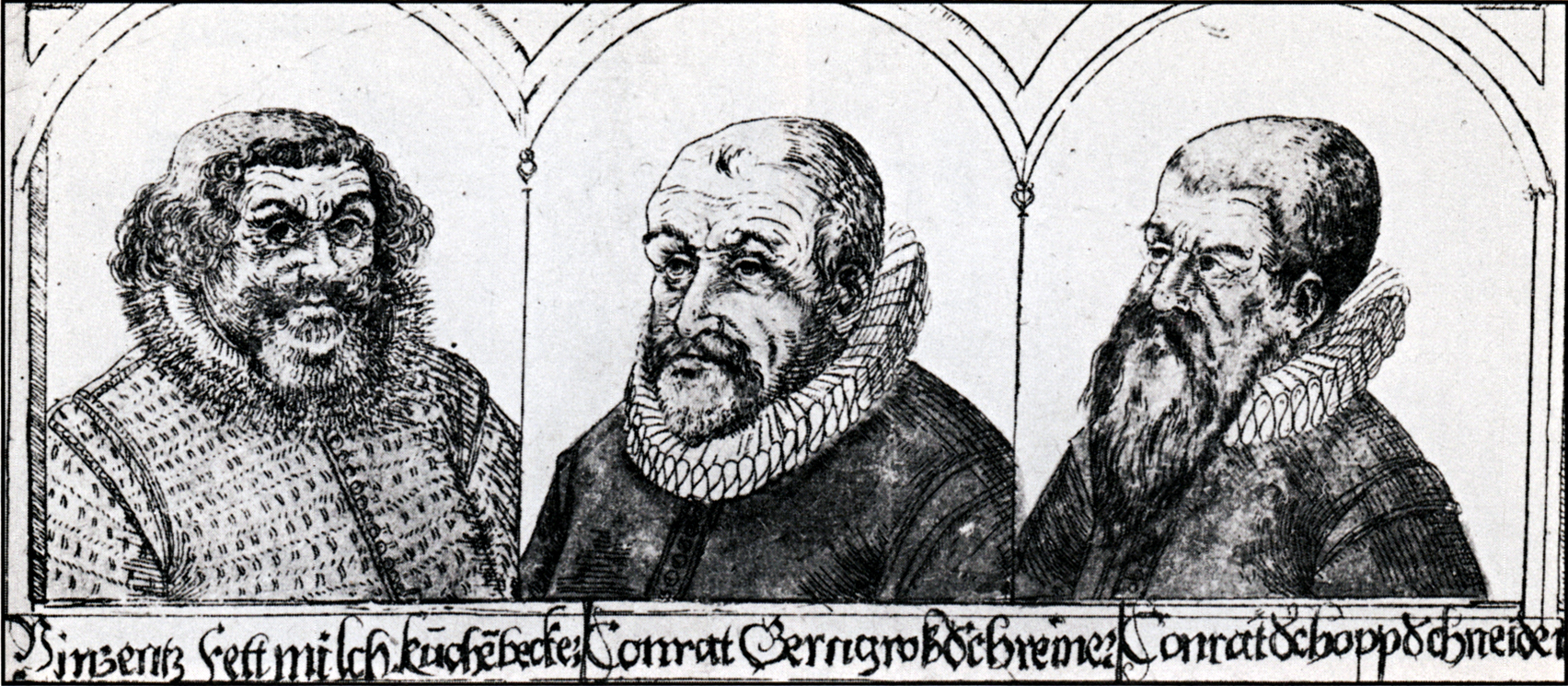
Vinzenz Fettmilch, Conrad Gerngross et Conrad Schopp, les dirigeants du soulèvement de Fettmilch, gravure de 1614.

En mai 1612, les citoyens de Francfort profitent de l'élection et du couronnement de l'empereur Matthias Ier de Habsbourg pour exiger la divulgation des privilèges, une réduction du nombre de Juifs, l'établissement d'un marché hebdomadaire des céréales, une réduction des taux d'intérêt et l'expulsion de tous les Juifs possédant moins de 15 000 Talers d'actifs ,. En juillet 1612, un comité de citoyens est fondé dans ce but. Par la suite, l'accès aux privilèges et le contrôle des finances de la ville se trouvent définis dans un Contrat civil mais le comité des citoyens ne s'en satisfait pas, ce qui entraîne une période d'émeutes dans la ville. Fettmilch est alors impliqué dans le pillage de la rue des Juifs, la Judengasse, qui s'ensuit le 22 août 1614. La mise à sac du quartier juif est suivie de l'expulsion de plus d'un millier de Juifs de la ville.

## Arrestation et châtiment

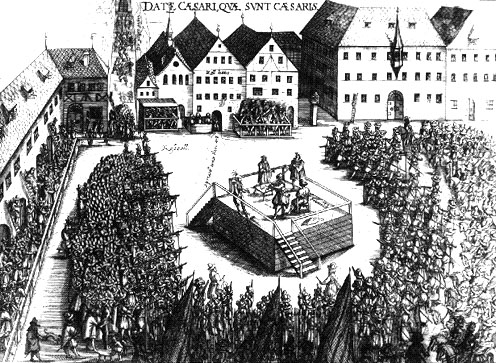
L'exécution sur le Roßmarkt.

L'empereur Matthias proclame alors une mise au ban impériale de Fettmilch, du menuisier Conrad Gerngross et du tailleur Conrad Schopp, les principaux meneurs du soulèvement. Le conseiller municipal Mattias Müller ordonne l'arrestation de Fettmilch le 24 novembre 1614. Trois jours plus tard, il est interpellé par le juge Hans Martin Baur après une échauffourée en pleine rue. Des partisans indignés, dont le citoyen de Francfort et compagnon imprimeur de livres Hans Schlegel viennent le libérer le jour même de son arrestation à la porte de Bornheim. Fettmilch s'enferme dans sa maison Zum Hasen de la Töngesgasse, mais se rend finalement aux gardes de la ville dirigés par Baur le lendemain.
Le 2 décembre 1614, il est remis à l'écoutète de Mayence à Gutleuthof et amené à Aschaffenbourg. Après un long procès, il est condamné à mort et conduit le 28 février 1616 au Marché aux chevaux, le Roßmarkt. Le bourreau tranche deux doigts de sa main (les doigts du serment, l'index et le majeur), le décapite et l'écartèle.

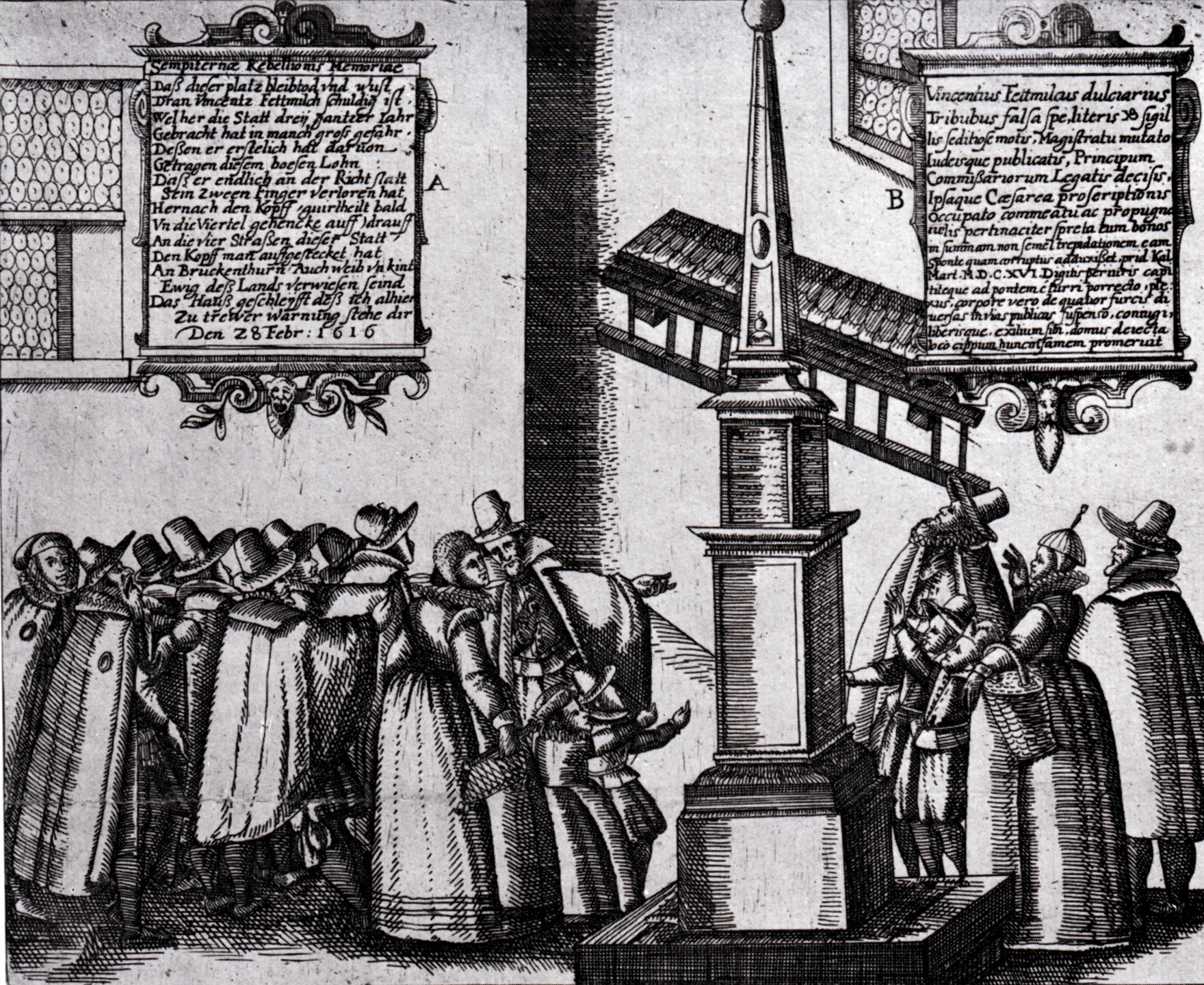
La « colonne de la honte », érigée sur la Töngesgasse à la place de la maison de Fettmilch.

La dépouille de Fettmilch est suspendue à la potence avec celles des autres condamnés, et leurs têtes sont exposées sur des piques de fer du côté sud de la tour du pont, sur la rive droite du Main.
En 1801, la tour du pont est démolie et les têtes des condamnés sont retirées.
Sa maison Zum Hasen est rasée en vertu de la damnatio memoriae. Sa femme Katharina, leurs dix enfants, deux garçons et huit filles, et son frère sont bannis de la ville. Le 22 août 1617, une colonne de la honte est érigée à l'emplacement de l'ancienne maison Zum Hasen pour la « mémoire perpétuelle du soulèvement » ( Sempiternae Rebellionis Memoriae ), l'inscription commence par la phrase : « Que ce lieu demeure désert et inhabité, Vincenz Fettmilch en est coupable ». La colonne disparaît lors du grand incendie chrétien en 1719, la base du monument a subsisté. Plus tard, une fontaine est construite à l'emplacement, et ce n'est que vers 1870 que le terrain est rebâti.

## Documents d'archives
- Institut d'histoire de la ville de Francfort-sur-le-Main (de). Signaturen: Sammlung Personengeschichte S2–286; Criminalia 679, 873, 709, 752, Impressen 72, 77, Juden wider Fremde 999

## Télévision
- Vinzenz Fettmilch est interprété par Günter Strack dans le téléfilm allemand de 1979 Révolution à Francfort.